# 高野实
高野实（日语：高野 実/たかの みのる，1901年1月27日—1974年9月13日），是日本劳工活动家，曾担任日本勞動組合總評議會事务局长。